# 長鰭土佐鮃
長鰭土佐鮃為輻鰭魚綱鰈形目鰈亞目鮃科的其中一種，為深海魚類，分布於西太平洋Chesterfield及 Bellona海底平原，棲息深度217-310公尺，體長可達14公分，棲息在底層水域，生活習性不明。

## 扩展阅读
維基物種上的相關：長鰭土佐鮃